# Partia obrotowa
Partia obrotowa, partia piwotalna, partia zawiasowa – partia polityczna w systemie wielopartyjnym lub dwuipółpartyjnym. Charakteryzuje ją z reguły centralne położenie w ramach politycznego spektrum, co daje jej możliwość utworzenia koalicji z każdym politycznym graczem, zarówno prawicowym jak i lewicowym.
Określenie "obrotowa" odnosi się do zdolności do wchodzenia w najróżniejsze koalicje w celu współrządzenia. Jeśli partia dominująca nie uzyska większości miejsc w parlamencie, potrzebuje partnera by utworzyć rząd większościowy. Tym partnerem może stać się partia piwotalna. Koncept partii piwotalnych jest niezwykle istotny w kontekście teorii minimalnie wygrywających koalicji i generalnie koalicyjnych negocjacji. Jeśli partia piwotalna opuści minimalnie wygrywającą koalicję, ta zmieni swoją pozycję z większościowej na mniejszościową koalicję. Z tego powodu partie obrotowe mają wysoki potencjał negocjacyjny.
Michael Laver zaprezentował pogląd, w którym twierdzi, że tylko partie piwotalne mają możliwość pozyskania zasobów od partnera koalicyjnego. Sugeruje również, że partia obrotowa może skutecznie grozić swoim partnerom koalicyjnym odejściem, tylko wtedy gdy jest partią piwotalną dla innego partnera politycznego, z którym może z łatwością wejść w koalicję. Oznacza to, że im więcej politycznych aktorów dla których partia jest piwotalna, tym większa siła negocjacyjna i potencjał szantażu.
Krytycy zarzucają takim partiom bezideowość i pęd do władzy.
Przykłady partii określanych jako obrotowe
- Wolna Partia Demokratyczna – Niemcy
- Polskie Stronnictwo Ludowe – Polska